# 百間滝 (徳島県)
百間滝（ひゃっけんだき）は、徳島県上勝町にある勝浦川支流の滝。落差は30m。

## 地理
勝浦川支流の野々西谷にかかる落差約30mの滝。
剣山スーパー林道起点より勝浦川上流に向かって約5kmの地点に滝つぼまでの遊歩道が整備されており、滝を眺めることができる。この地域より奥地を中部山渓県立自然公園として指定している。

## 交通
- JR「徳島駅」より車で約70分。
- 徳島自動車道「徳島インターチェンジ」より車で約90分。